# Dasysyrphus osburni
Dasysyrphus osburni är en tvåvingeart som först beskrevs av Charles Howard Curran 1925.  Dasysyrphus osburni ingår i släktet skogsblomflugor, och familjen blomflugor. Inga underarter finns listade i Catalogue of Life.